# Белькади, Рида
Рида Белькади (фр. Ridha Belkadi; 1925—2012) — тунисский шахматист, международный мастер (1974), международный арбитр (1982).
В составе сборной Туниса участник 9-и Олимпиад (1960—1962, 1966—1974, 1978—1980).
Согласно профилю на сайте ФИДЕ, на момент смерти Р. Белькади не входил в число активных тунисских шахматистов, имел рейтинг 2345 пунктов и занимал 4-ю позицию в национальном рейтинг-листе.

## Изменения рейтинга
| Графики недоступны из-за технических проблем. См. информацию на Фабрикаторе и на mediawiki.org. |